# Pleospora graminearum
Pleospora graminearum är en svampart som tillhör divisionen sporsäcksvampar, och som beskrevs av Lewis Edgar Wehmeyer. Pleospora graminearum ingår i släktet Pleospora, och familjen Pleosporaceae. Arten är reproducerande i Sverige.